# ヴァルティスラフ5世 (ポメラニア公)
ヴァルティスラフ5世（ドイツ語：Wartislaw V., 1326年11月1日ごろ - 1390年）またはヴァルチスワフ5世（ポーランド語：Warcisław V）は、ポメラニア公ヴァルティスラフ4世とエリーザベト・フォン・リンドー＝ルッピンの末子。父ヴァルティスラフ4世の死後に生まれた。ポメラニア＝ヴォルガスト＝リューゲン公（在位：1326年 - 1368年、1365年までは兄ボギスラフ5世およびバルニム4世と共治、1365年以降はボギスラフ5世と共治）、ポメラニア＝シュチェチネク公（在位：1368年 - 1390年）。

## 生涯
ヴァルティスラフ5世は1339年に成年に達した後に親政を認められたが、1346年までは母エリーザベトと兄らの同意を得て文書を発行していた。おそらく20歳以降に独立して統治を行うようになったとみられる。
1343年7月11日、兄ボギスラフ5世およびバルニム4世とともにポーランド王カジミェシュ3世との同盟・条約の締結に参加した。ポメラニア公らは、ドイツ騎士団との間で対立が勃発し、西ヨーロッパからポメラニアの土地を通ってドイツ騎士団への騎士の移動が禁止された場合に備えて、400人の武装兵力を増援することを約束した。
1365年にバルニム4世が亡くなった後、ポメラニアの領地をめぐる争いの結果、ヴァルティスラフ5世はメクレンブルク公の協力を得て、自らのために公領を分割させようとした。1368年5月25日と1372年6月8日の領土分割の結果、ヴァルティスラフ5世は終生独立したシュチェチン公領を統治したが、ストルツァウォーヴェム（現在のシュトラールズント）とのつながりから「エーレスンド領主」とも呼ばれた。
ヴァルティスラフ5世はおそらく結婚していなかったとみられる。1390年に死去し、ウーゼドム島のプダグラにあるベネディクト会修道院に埋葬された。